# کریس گونتر
کریس گونتر (به انگلیسی: Chris Gunter؛ زادهٔ ۲۱ ژوئیهٔ ۱۹۸۹) یک بازیکن فوتبال اهل ولز است.
از باشگاه‌هایی که در آن بازی کرده‌است می‌توان به باشگاه فوتبال کاردیف سیتی، ریدینگ، تاتنهام هاتسپر و ناتینگهام فارست اشاره کرد. وی در تیم ملی فوتبال ولز نیز سابقه عضویت دارد.